# Prestestranda
Prestestranda (eller Preststranda) är en tätort och kyrkby som utgör centralort i Drangedals kommun i Telemark fylke i södra Norge. Orten ligger vid Sørlandsbanan, där fylkesväg 38 möter fylkesväg 3310, vid norra änden av sjön Øvre Toke. Här finns Drangedals kyrka.

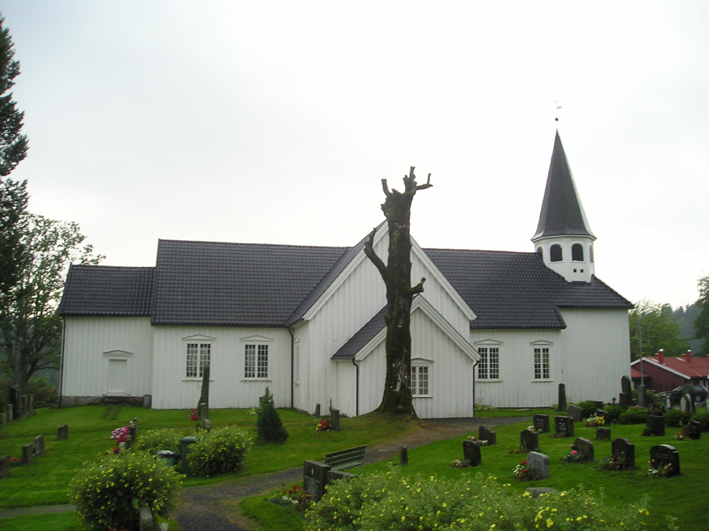
Drangedals kyrka.